# Арсений (Москвин, Василий)
Епископ Арсений (в миру Василий Москви́н; 1749, Петровское, Кашинский уезд, Тверская губерния — 26 ноября (8 декабря) 1810, Воронеж) — епископ Русской православной церкви, епископ Воронежский (1799—1810), епископ Пермский (1799).

## Биография
Сын священника, родом из села Петровского Кашинского уезда Тверской губернии.
Первоначальное образование в 1760 году получил в Тверской, а потом с 1768 года в Троицкой лаврской семинарии, которую окончил в 1774 году. По окончании семинарии определён учителем в Тверскую духовную семинарию.
15 (26) января 1777 года принял монашество с именем Арсений и в 1778 году назначен экономом архиерейского дома и строителем Малицкого Николаевского монастыря в Тверской губернии.
В 1783 году занял место префекта Тверской духовной семинарии и настоятеля Успенского Жёлтикова монастыря.
В 1786 году назначен ректором той же семинарии и настоятелем нижнеломовского Богородицкого монастыря в сане игумена.
11 (22) февраля 1789 года возведён в сан архимандрита Калязина Троицко-Макариева монастыря.
31 января (11 февраля) 1798 года назначен членом Святейшего синода. 7 ноября хиротонисан во епископа Старорусского, викария Новгородской епархии, с предоставлением в управление новгородского Хутынского монастыря.
1 (12) октября 1799 года Арсений перемещён в Воронеж, 16 октября — в Пермь, а 26 ноября (7 декабря) 1799 года — снова в Воронеж.
Одним из действенных средств надзора за состоянием дел в епархии служило её обозрение архиереем. Епископ Арсений в 1800, 1801, 1805 и 1807 годах объезжал епархию, причём в мае 1805 года по приглашению атамана Матвея Платова посетил Черкасск по случаю перенесения столицы земли Войска Донского на новое место, с разрешения Святейшего Синода он освятил на Дону место под новый город Новочеркасск. В поездках преосвященного Арсения сопровождала учреждённая им походная епархиальная контора.
Скончался 6 (18) мая 1810 года после продолжительной болезни.

## Сочинения
В 1793 году напечатаны его «Слова», произнесённые им в присутствии Императрицы Екатерины II, в бытность Арсения в Санкт-Петербурге на чреде священнослужения.
Трудами преосвященного Арсения составлен сличительный перевод псалмов пророка Давида на четыре языка.